# 주파나마 대한민국 대사관
주파나마 대한민국 대사관(駐파나마大韓民國大使館, 스페인어: Embajada de la República de Corea en Panama)은 1973년 파나마 파나마시티에 개설된 대한민국 외교부 소속의 대사관이다. 대한민국의 정부를 대표하며 파나마와 교류하고 있다.

## 역사
- 1962년 9월 30일 대한민국과 파나마 간의 외교 관계 수립
- 1973년 5월 5일 주파나마 대한민국 대사관 설립[1]

## 역대 대사
- 제1대 황호을 (1975년 2월 3일 부임)
- 제2대 최석신 (1976년 6월 14일 부임)
- 제3대 한상국 (1980년 11월 23일 부임)
- 제4대 김대용 (1984년 2월 5일 부임)
- 제5대 최종익 (1987년 3월 7일 부임)
- 제6대 최상진 (1991년 1월 15일 부임)
- 제7대 홍순용 (1994년 2월 28일 부임)
- 제8대 황원탁 (1996년 2월 26일 부임)
- 제9대 엄근섭 (1999년 3월 12일 부임)
- 제10대 정달호 (2002년 3월 1일 부임)
- 제11대 문태영 (2004년 9월 18일 부임)
- 제12대 김광근 (2007년 3월 30일 부임)
- 제13대 두정수 (2010년 3월 3일 부임)
- 제14대 조병립 (2013년 6월 25일 부임)
- 제15대 박상훈 (2016년 5월 4일 부임)
- 제16대 추원훈 (2018년 11월 16일 부임)
- 제17대 정진규 (2021년 12월 27일 부임)
- 제18대(현직) 한병진 (2025년 2월 11일 부임)

## 같이 보기
- 대한민국의 재외공관 목록
- 주한 파나마 대사관